# Premierzy Tatarstanu

Flaga Tatarstanu

Premierzy Tatarstanu – lista osób stojących na czele rządu Republiki Tatarstanu, wchodzącej w skład Nadwołżańskiego Okręgu Federalnego Federacji Rosyjskiej. Rola premiera Tatarstanu określona jest przepisami konstytucji Tatarstanu oraz stosownymi ustawami i dekretami prezydenta tej republiki.
Od 1991 kolejnymi rządami Tatarstanu kierowali:
1. Mukhammat Sabirov - 1991-1995[2]
2. Farid Mukhametshin - 16 stycznia 1995 – 27 maja 1998[3]
3. Mintimer Szajmijew - 1998[4]
4. Rustam Minnichanow 1998-2010[5]
5. Ildar Chalikow - 2010-2017[6]
6. Aleksiej Pesoszyn - od 17 kwietnia 2017[7]